# Fadrina puellaris
Fadrina puellaris is een insect uit de familie van de mierenleeuwen (Myrmeleontidae), die tot de orde netvleugeligen (Neuroptera) behoort. 
Fadrina puellaris is voor het eerst wetenschappelijk beschreven door Navás in 1934.